# Xavi Font
Xavi Font (Bellpuig, 1972) és un compositor català, resident a Galícia.
Rep formació elemental de piano i guitarra forma part de diverses formacions pop i electrònica des de 1987 fins a 2002 (Loopside, Dar Ful Ful i Piano, entre altres). El 2004 rep formació de José Nieto, moment en el qual passa a orientar les seves composicions cap al món audiovisual. Posteriorment continua formant-se en orquestració al Berklee College of Music i en composició amb Antón García Abril entre d'altres.
Des de 2005 compon per a nombrosos curtmetratges, publicitat, telefilmes i llargmetratges entre els quals destaquen Hierro (2019) de Jorge Coira, La sombra de la ley (2018) de Dani de la Torre, Agallas’' (2009) de Samuel Martín i Andrés Luque, ‘El diario de Carlota’ (2010) de Jose Manuel Carrasco i O Apóstolo (2012) de Fernando Cortizo, aquesta última al costat del compositor nord-americà Philip Glass.

## Premis[calcitació]
- Millor maqueta segons els oïdors del programa Disco Grande (2000)
- Grup revelació de l'any segons el programa Viaje a los sueños Polares de 40 Principales.
- Millor directe nacional segons la revista Go! Mag (2001)
- Nominació XXIV Premis Goya en la categoria de Millor cançó original (2010)
- Nominació a Premis Mestre Mateo 2010 en la categoria de Mellor música original per 'Gales'
- Premis Mestre Mateo 2013 Millor música original per O Apóstolo
- Nominació a Premi Mestre Mateo 2014 en la categoria de Millor música original per 'Salgadura'
- Nominació a Premi Mestre Mateo 2018 en la categoria de Millor música original per 'Os Fillos do Sol'
- Nominació XXXIII Premis Goya en la categoria de Millor música original (2019)

## Filmografia

### Llargmetratges
- Abrígate R.Costafreda 2007
- Agallas S.Martín y A. Luque 2009 -vegeu Agallas (pel·lícula)-
- Relatos Mario Iglesias 2009
- El diario de Carlota Jose M. Carrasco 2010
- O Apóstolo Fernando Cortizo 2011
- Tiempo sin aire S.Martín y A. Luque 2015
- La sombra de la ley Dani de la Torre 2018
- O que arde Oliver Laxe 2019
- Ons Alfonso Zarauza 2019 (amb Elba Fernández)

### TV
- El espejo A.Sampayo 2007
- O bosque de levas A.Dobao 2007
- Mà morta de R. Costafreda 2008
- Cartas italianas Mario Iglesias 2008
- Salaó Jesús Font 2013
- The Avatars Luís Santamaría / Toño López 2014
- Vidago Palace Henrique Oliveira 2017
- Os Fillos do Sol Ramon Costafreda / Kiko Ruiz 2017
- Comtes Carles Porta 2017
- Hierro Jorge Coira 2019 (amb Elba Fernández)
- Auga seca Toño López 2020 (amb Elba Fernández)

### Curtmetratges
- Clases Particulares Alauda Ruiz 2005
- Te quiero Mal Mireia Giró 2005
- Lo importante Alauda Ruiz 2006
- Padam... José Manuel Carrasco 2006
- Señales de indiferencia Javi Fernandez 2007
- Atención al cliente M.Valin y D.Alonso 2007
- Consulta 16 Jose M. Carrasco 2008
- Aún no estoy muerto Alain Lefebvre 2015